# 505
505 (DV) var ett normalår som började en lördag i den julianska kalendern.

## Födda
- Belisarius, bysantinsk general (död 565)
- Doroteus av Gaza, ansedd som kristendomens klosterfader
- Varahamihira, indisk astronom

## Avlidna
- Eugenius av Karthago, karthagisk biskop
- Johannes II, koptisk-ortodox patriark av Alexandria